# Casicea (Constanța)
Casicea es una localidad rumana de la comuna de Amzacea, en el condado de Constanța.

## Toponimia
El nombre del lugar puede encontrarse escrito con las grafías Casîcci, Maior Chiriacescu y Casicea.

## Historia
Hacia comienzos del siglo XX la localidad, que ya por entonces pertenecía al condado de Constanța, formaba parte de la comuna de Enghez y tenía contabilizada una población de 284 habitantes.
En la segunda mitad del siglo XX la localidad había pasado a pertenecer a la comuna de Amzacea. En el censo de 2021 la localidad tenía una población de 326 habitantes.